# Танджънт (град, Орегон)
Танджънт (на английски: Tangent) е град в окръг Лин, щата Орегон, САЩ. Танджънт е с население от 933 жители (2000) и обща площ от 9,8 km². Намира се на 74,7 m надморска височина. ЗИП кодът му е 97389, а телефонният му код е 541.